# Svarttjärnen (Sävars socken, Västerbotten, 713784-170560)
Svarttjärnen är en sjö i Umeå kommun i Västerbotten och ingår i Sävaråns huvudavrinningsområde.